# Julia Miączyńska
Julia Aleksandra z Trzeciaków herbu Sas Miączyńska (ur. 21 marca 1863 w  Wołosówce na Wołyniu, zm. 5 września 1936 w Lublinie) – żona (20 czerwca 1884) Antoniego Karola hr. Miączyńskiego,  dama Orderu Gwieździstego Krzyża.

## Życiorys
Córka Mieczysława Trzeciaka oraz Julii Kornelowskiej (córka marszałka szlachty powiatu lityńskiego). Ojciec był właścicielem dóbr Wołosiówka (pow. żytomierski), Metyńce, Szpiczyńce, Hreczana (pow. lityński). Wnuczka Michała Trzeciaka (właśc. Adamopola i Hreczany) oraz Teodozji z Czajkowskich h. Jastrzębiec, która była siostra Michała Czajkowskiego vel. Sadyka Paszy. W posiadaniu rodziny Miączyńskich (był według danych z 1936 roku - MH) plik wierszy pisanych przez jej stryja Michała dla niej. 
Członkini Towarzystwa Heraldycznego, pozostawiła po sobie rękopis o swych stronach rodzinnych i życiu okolicznego ziemiaństwa, o zabytkach i zbiorach w dworach wołyńskich. 
Pod koniec swojego życia przekazała cześć zbiorów rodu Miączyńskich do Muzeum na Wawelu. Za zasługi dla kościoła otrzymała Order Damy Gwieździstego Krzyża.

## Rodzina
- Maria de Pourbaix z Miączyńskich – właścicielka dóbr Włodzimierzec, żona Kamila de Pourbaix,
  - Kamil Kazimierz Józef de Pourbaix – oficer WP, zginął bohaterską śmiercią w Bitwie pod Mokrą VM V kl. oraz KW
  - Zdzisław de Pourbaix – działał w AK Warszawa, rozstrzelany przez Niemców w 1943 roku, VM V kl. Nr 14337 oraz KW
  - Kazimierz de Pourbaix – oficer WP, powstaniec warszawski, VM V kl. oraz KW, dwukrotnie,
  - Zofia de Pourbaix – ps. Zula łączniczka AK, prowadziła punkt przerzutowy w Szczawnicy VM V kl. oraz KW.
- Antonina Miączyńska – żona Aleksandra Kobylańskiego (1876–1948[1]), właściciela majątku Snowidów powiat buczacki, oraz Janowice powiat tarnowski
  - Janusz Aleksander Kobylański - wieloletni działacz AZS Zakopane, trener narciarstwa biegowego kadry uniwersyteckiej
  - Anna Kobylańska - żona Macieja Aleksandra Pruszaka
- Jan Antoni Miączyński – historyk, współtwórca Muzeum im. M. Kopernika we Fromborku,
- Jerzy Miączyński – kapitan WP, obrońca Lwowa, dr prawa, wiceburmistrz Jarosławia, zginął w Oświęcimiu.